# Scarpine
Scarpine é um personagem fictício do filme 007 Na Mira dos Assassinos (A View to a Kill), décimo-quarto da série cinematográfica de James Bond e último com Roger Moore no papel do espião britânico. Ele é interpretado nas telas pelo ator belga Patrick Bauchau.

## Características
Scarpine é o frio chefe da segurança de Max Zorin e o acompanha em praticamente todas as cenas do filme, ao lado da capanga, amante do chefe e assistente May Day. Com poucas falas, morre junto com o patrão na destruição do zeppelin das Indústrias Zorin ao final do filme.

## No filme
Ele aparece recebendo Bond no palacete de Zorin para o leilão de cavalos e o introduz na grande área externa do pátio do leilão. Com sua segurança, ele vigia cada quarto do castelo através de uma câmera, observando os hóspedes e Bond – com identidade disfarçada para o leilão – no dele. Acompanhando Zorin silenciosamente por quase todo o filme, ele ajuda o chefe a metralhar e afogar os operários da mina de prata que Zorin alaga no fim do filme e onde foram colocados toneladas de explosivos e uma detonador para provocar um terremoto na Falha de San Andreas, causando a destruição do Vale do Silício. Ele escapa da mina com Zorin e o Dr. Carl Mortner, outro capanga, um ex-cientista nazista e mentor de Zorin, e pilota o dirigível do chefe em fuga mas é confrontado em voo por 007, que se agarra às cordas da aeronave e acaba causando a queda de Zorin da aeronave e sua posterior explosão, que mata Scarpine e o doutor. 